# 柘榴 (精華町)
柘榴（ざくろ）は、京都府相楽郡精華町の南西部に位置する大字。同町域の木津川（京都府）西方にあたり、その南辺を山田川（京都府・奈良県）が流れる。

## 地理
- 神社：日出神社、東谷神社

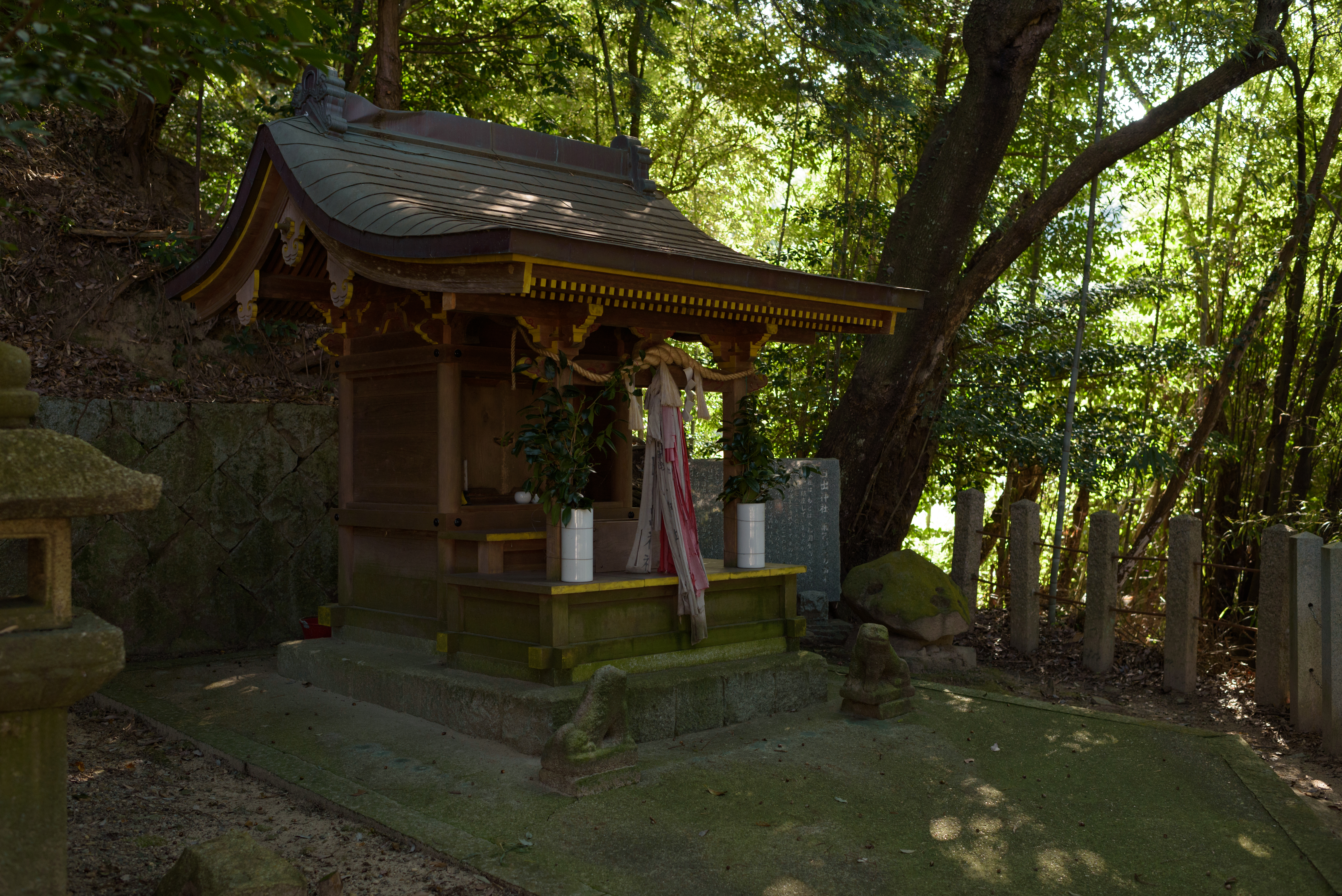
日出神社

- 河川：木津川（京都府）、山田川（京都府・奈良県）
- 山岳：

## 地名由来

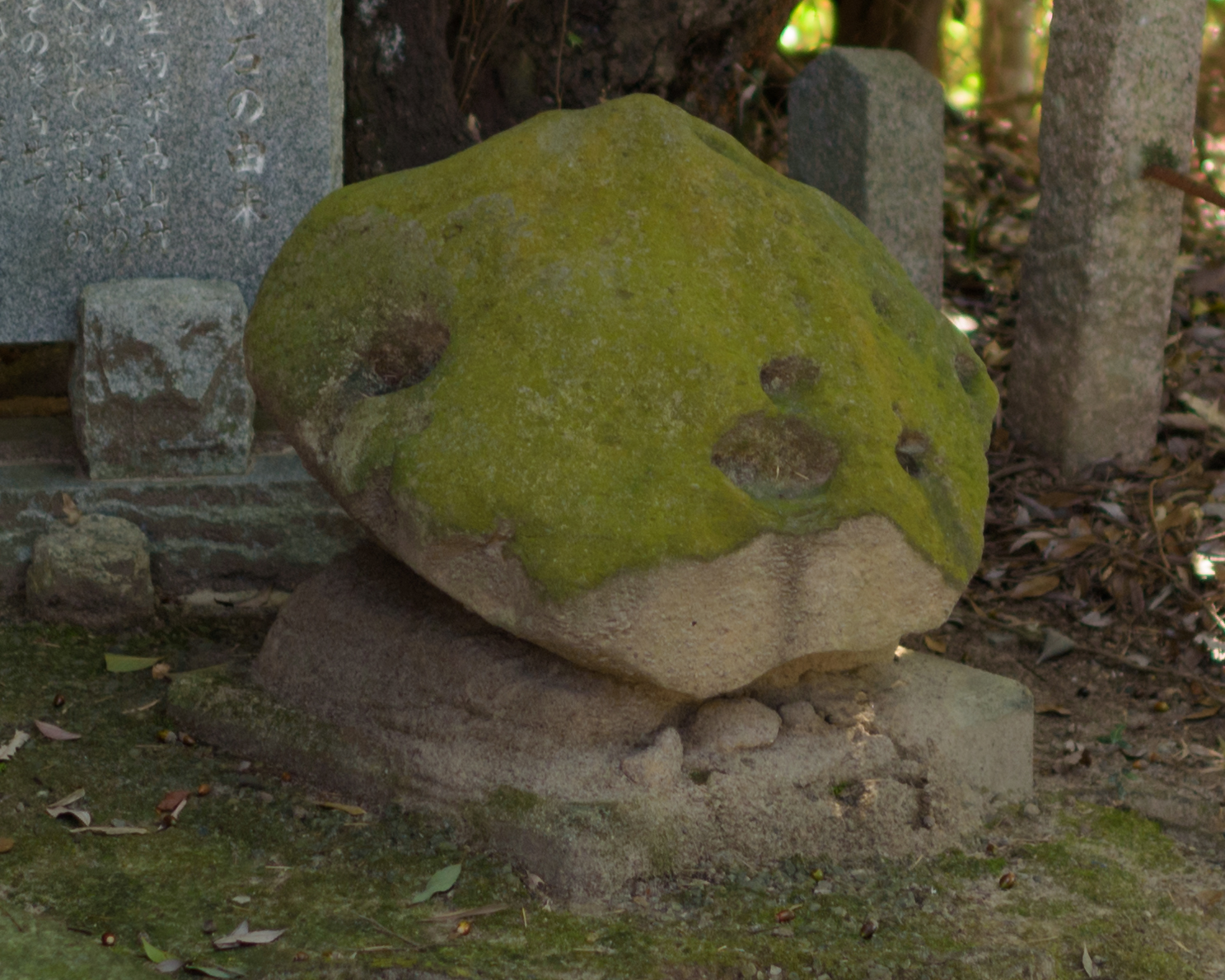
雨乞い石

延暦年間、生駒市に鎮座していたご神体の大石が大洪水によって流され、巨木に引っ掛かってこの地に留まった。このことから、「石が木に留まる」すなわち「石留」に木偏を添え柘榴という地名に定まった。この石は現在、雨乞い石として小字向井にある日出神社に祀られている。

## 史跡
- 日出神社
  - 光明皇后を祭神としている。裸足で詣でると病気が治ると言われている[6][要ページ番号]。神石「雨乞い石」が鎮座している。この石は奈良県鹿畑から流れてきたと言われ、重さは約230キログラムある。干ばつの時、この石を青年の手で運んで山田川に置くと必ず雨が降ると言われている[7][要ページ番号]。
- 東谷神社

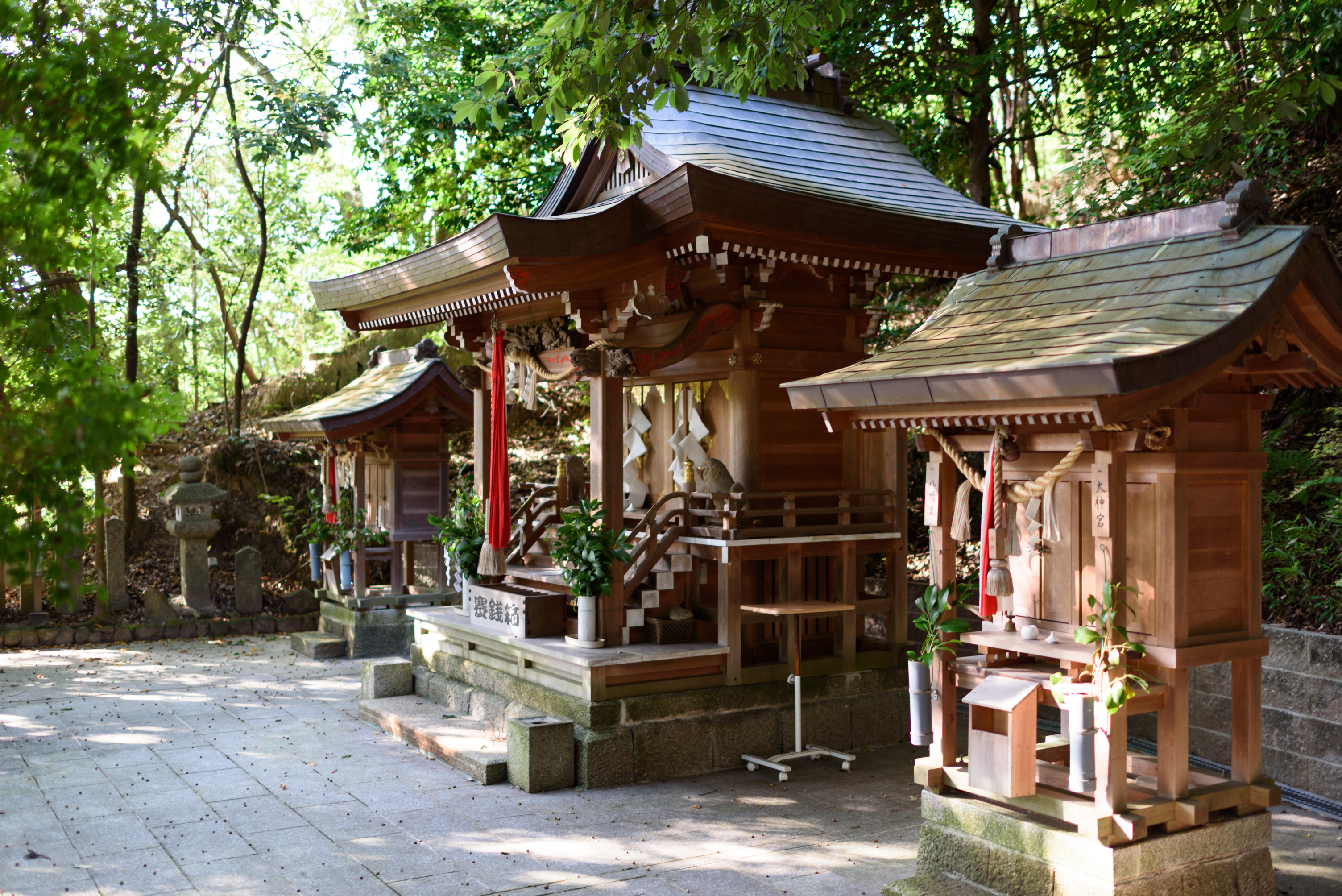
東谷神社

- - 祭神は素戔嗚尊、天津児屋根命である[8][要ページ番号]。由緒、創建年代が不詳であるが、官守などの官座が現存し、古式にのっとった年中行事を維持している（昔は官守が神主の役割を果たしていた）。境内神社は大国主神社があり、祭神は大国主命・誉田別命である。
- 西国三十三所観音霊場
  - この霊場は中井庄右衛門によって造られた。彼の娘は非常に病弱であり、八卦見から西国三十三所へ子供を連れて参ると良いのではと言われたが、そこに参ることが出来ないため西国三十三所の観音石仏を造ってお参りしたと伝えられている[9]

## ギャラリー

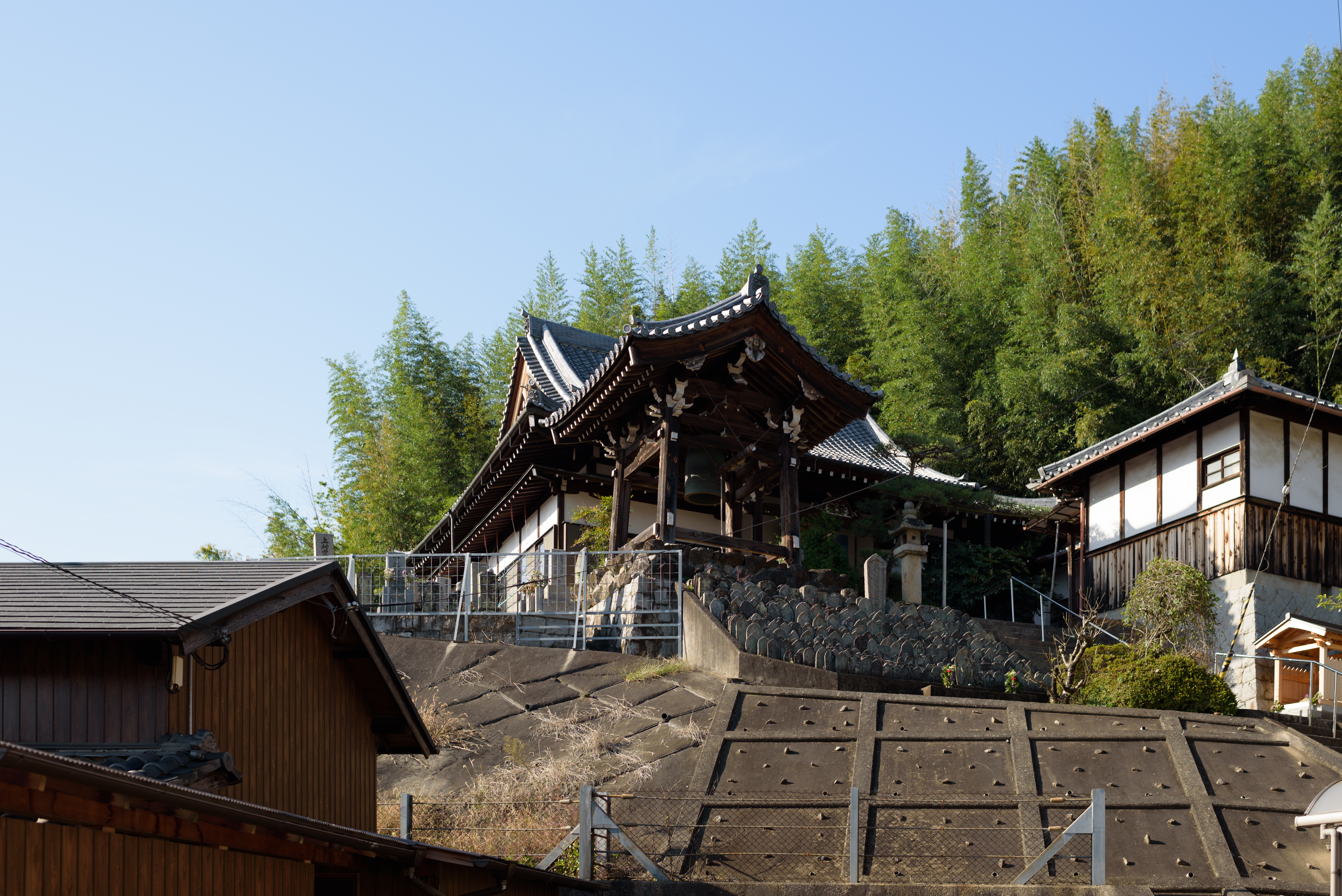
極楽寺
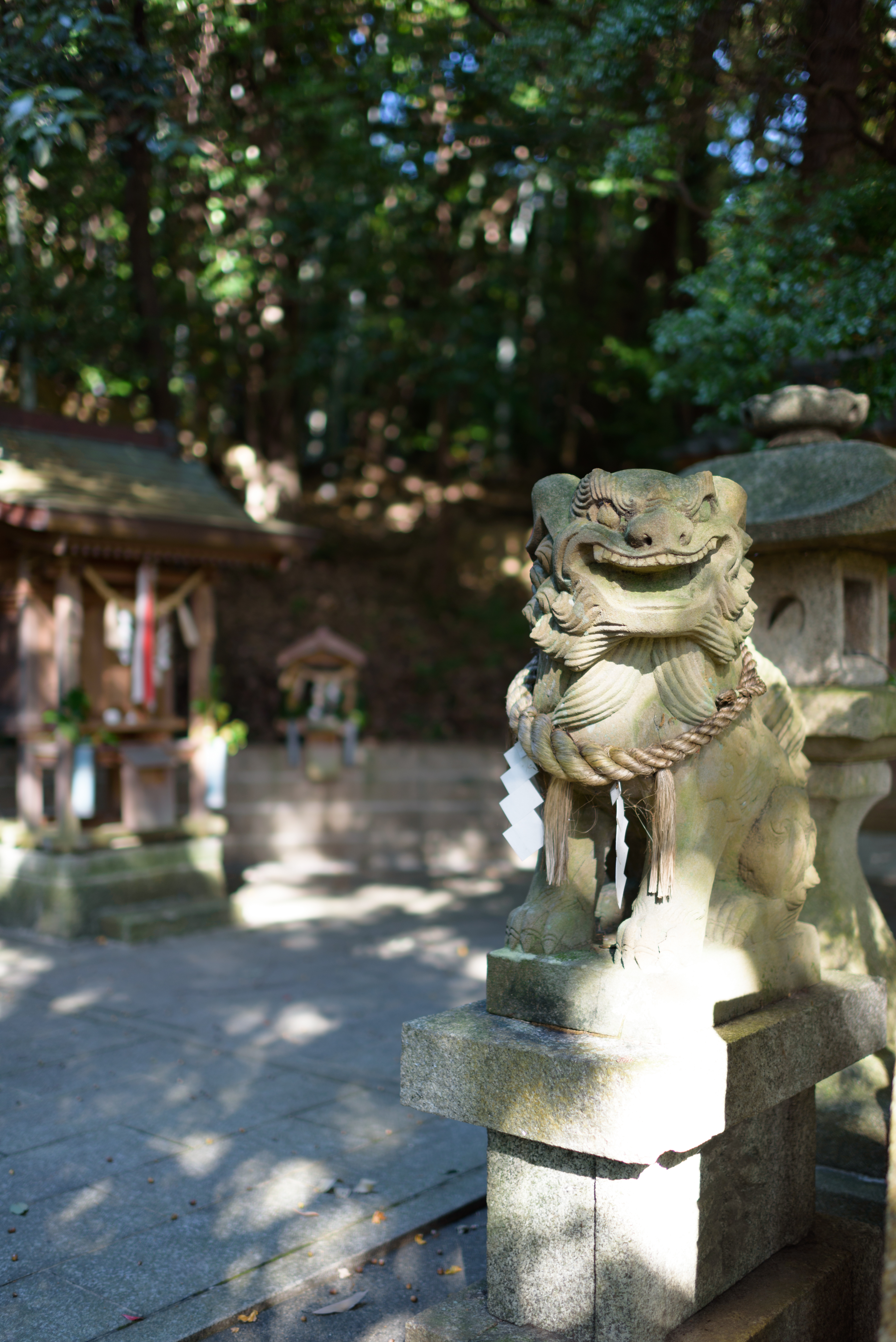
東谷神社境内

## 世帯数と人口
2015年（平成27年）10月1日現在の世帯数と人口（国勢調査調べ）は以下の通りである。
| 大字 | 世帯数 | 人口  |
| ---- | ------ | ----- |
| 柘榴 | 99世帯 | 284人 |

### 人口の変遷
国勢調査による人口の推移。
| 1995年（平成7年）  | 402人 | [ 10 ] |  |
| 2000年（平成12年） | 377人 | [ 11 ] |  |
| 2005年（平成17年） | 339人 | [ 12 ] |  |
| 2010年（平成22年） | 302人 | [ 13 ] |  |
| 2015年（平成27年） | 284人 | [ 2 ]  |  |

### 世帯数の変遷
国勢調査による世帯数の推移。
| 1995年（平成7年）  | 103世帯 | [ 10 ] |  |
| 2000年（平成12年） | 106世帯 | [ 11 ] |  |
| 2005年（平成17年） | 99世帯  | [ 12 ] |  |
| 2010年（平成22年） | 94世帯  | [ 13 ] |  |
| 2015年（平成27年） | 99世帯  | [ 2 ]  |  |

## 学区
町立小・中学校に通う場合、学区は以下の通りとなる。
| 番・番地等 | 小学校               | 中学校               |
| ---------- | -------------------- | -------------------- |
| 全域       | 精華町立山田荘小学校 | 精華町立精華南中学校 |

## その他

### 日本郵便
- 郵便番号 : 619-0234[3]（集配局：山城木津郵便局[15]）。